# Vladimiro Caramel
Vladimiro Caramel (Asmara, 30 luglio 1968) è un ex calciatore italiano, di ruolo centrocampista.

## Carriera
Ha giocato in Serie B con Cosenza e Acireale  per un totale  di 70 presenze e un gol.